# La Granja (Cáceres)
La Granja é um município da Espanha na comarca do Vale do Ambroz, província de Cáceres, comunidade autónoma da Estremadura. Tem 14,9 km² de área e em 2021 tinha 318 habitantes (densidade: 21,3 hab./km²).
É um dos municípios do Vale do Ambroz que faz parte da Mancomunidade de Trasierra-Terras de Granadilla e não da Mancomunidade do Vale do Ambroz.

## Demografia
| Variação demográfica do município entre 1991 e 2004 | Variação demográfica do município entre 1991 e 2004 | Variação demográfica do município entre 1991 e 2004 | Variação demográfica do município entre 1991 e 2004 |
| --------------------------------------------------- | --------------------------------------------------- | --------------------------------------------------- | --------------------------------------------------- |
| 1991                                                | 1996                                                | 2001                                                | 2004                                                |
| 473                                                 | 450                                                 | 411                                                 | 354                                                 |